# New Balance
New Balance Athletic Shoe, Inc (NB), thường được biết với tên New Balance, là một trong những nhà sản xuất quần áo và giày dép thể thao lớn trên thế giới. Có trụ sở tại Boston, Massachusetts, tập đoàn đa quốc gia được thành lập vào năm 1906 với tên gọi New Balance Arch Support Company.
New Balance duy trì sự hiện diện sản xuất ở Hoa Kỳ, cũng như ở Vương quốc Anh cho thị trường châu Âu, nơi họ sản xuất một số mẫu phổ biến của mình. New Balance tuyên bố tạo sự khác biệt cho các sản phẩm của họ bằng các tính năng kỹ thuật, chẳng hạn như miếng đệm gel pha trộn, bộ đếm gót chân và nhiều lựa chọn kích cỡ hơn, đặc biệt đối với chiều rộng rất hẹp hoặc rất rộng. Công ty thuộc sở hữu tư nhân và đạt tổng doanh thu 4,4 tỷ đô la vào năm 2021.

## Lịch sử

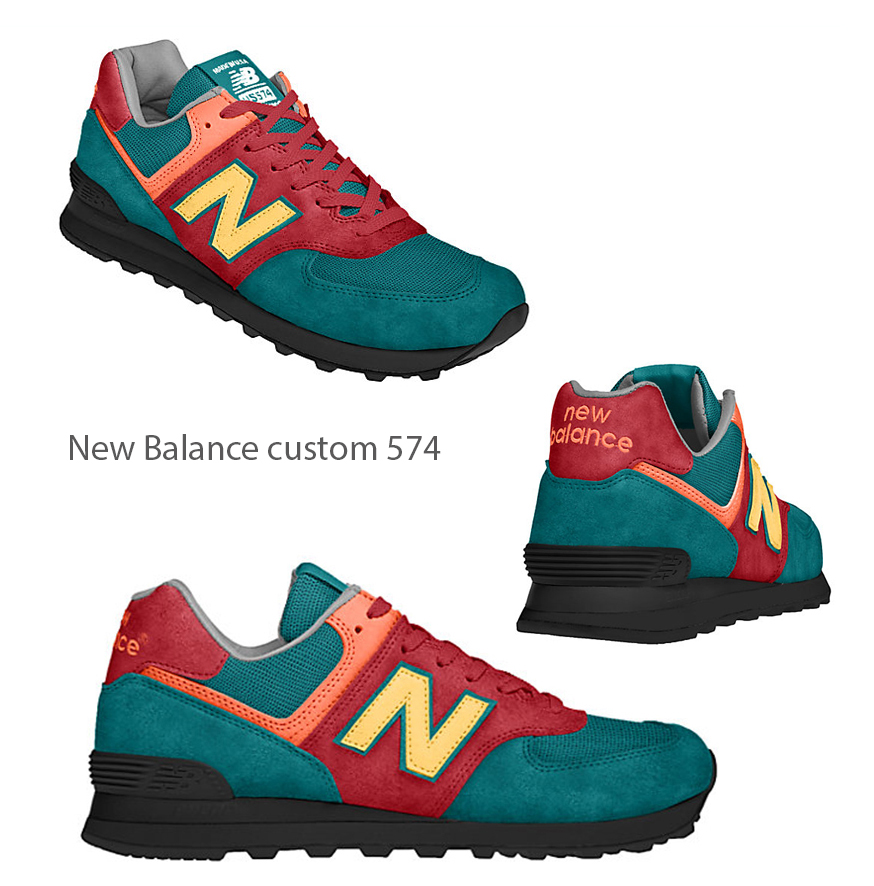
New Balance custom 574 shoe

Năm 1906, William J. Riley, một người Ireland nhập cư, thành lập Công ty Hỗ trợ Vòm New Balance ở khu vực Boston, sản xuất giá đỡ vòm và các phụ kiện khác được thiết kế để cải thiện độ vừa vặn của giày. Sản phẩm đầu tiên của ông, phần hỗ trợ vòm linh hoạt, được thiết kế với ba điểm hỗ trợ để mang lại sự cân bằng và thoải mái hơn khi đi giày. Người ta tin rằng Riley đã nghĩ ra cái tên "New Balance" bằng cách quan sát những con gà trong sân của mình và chứng minh cách hoạt động của giá đỡ vòm bằng cách đặt một chân gà trên bàn làm việc của mình. Ông giải thích với khách hàng rằng chân có ba ngạnh của gà giúp cân bằng hoàn hảo. Năm 1927, Riley thuê Arthur Hall làm nhân viên bán hàng. Năm 1934, Hall trở thành đối tác kinh doanh. Công ty sau đó đã kinh doanh dưới tên Công ty giày thể thao New Balance. Khi New Balance dần khẳng định mình là một doanh nghiệp thích hợp vào những năm 1930, các cầu thủ bóng chày và vận động viên điền kinh đã tìm đến công ty để sản xuất giày dép đặc biệt của mình.
Năm 1956, Hall bán công việc kinh doanh cho con gái Eleanor và chồng Paul Kidd. Eleanor và Paul Kidd tiếp tục bán phần đế hỗ trợ chủ yếu cho đến năm 1960, khi họ thiết kế và sản xuất "Trackster", chiếc giày chạy bộ đầu tiên có nhiều chiều rộng khác nhau. Trackster trở nên phổ biến thông qua các chương trình YMCA, trong đó nó trở thành loại giày không chính thức. Các đội điền kinh của trường đại học như Viện Công nghệ Massachusetts (MIT), Đại học Tufts và Đại học Boston đã sử dụng Trackster cho các đội chạy việt dã của họ, sau đó sẽ sớm được các trường cao đẳng và trung học tư thục khác trên khắp đất nước làm theo. Tiếp thị chủ yếu là truyền miệng hoặc thông qua các hội chợ thể thao địa phương.
Doanh số bán hàng giảm sút cho đến năm 1972, khi Jim Davis, 28 tuổi, mua lại công ty, cảm thấy rằng "các sản phẩm dành cho thời gian giải trí sẽ là một thị trường tăng trưởng cao." Vào thời điểm đó, công ty bao gồm sáu người sản xuất 30 đôi giày mỗi ngày và bán sản phẩm chủ yếu thông qua đặt hàng qua thư với một số nhà bán lẻ ở Hoa Kỳ. Khu vực Boston trở thành trung tâm của sự bùng nổ hoạt động trong những năm 1970, dòng sản phẩm được mở rộng và doanh số bán hàng tăng nhanh.

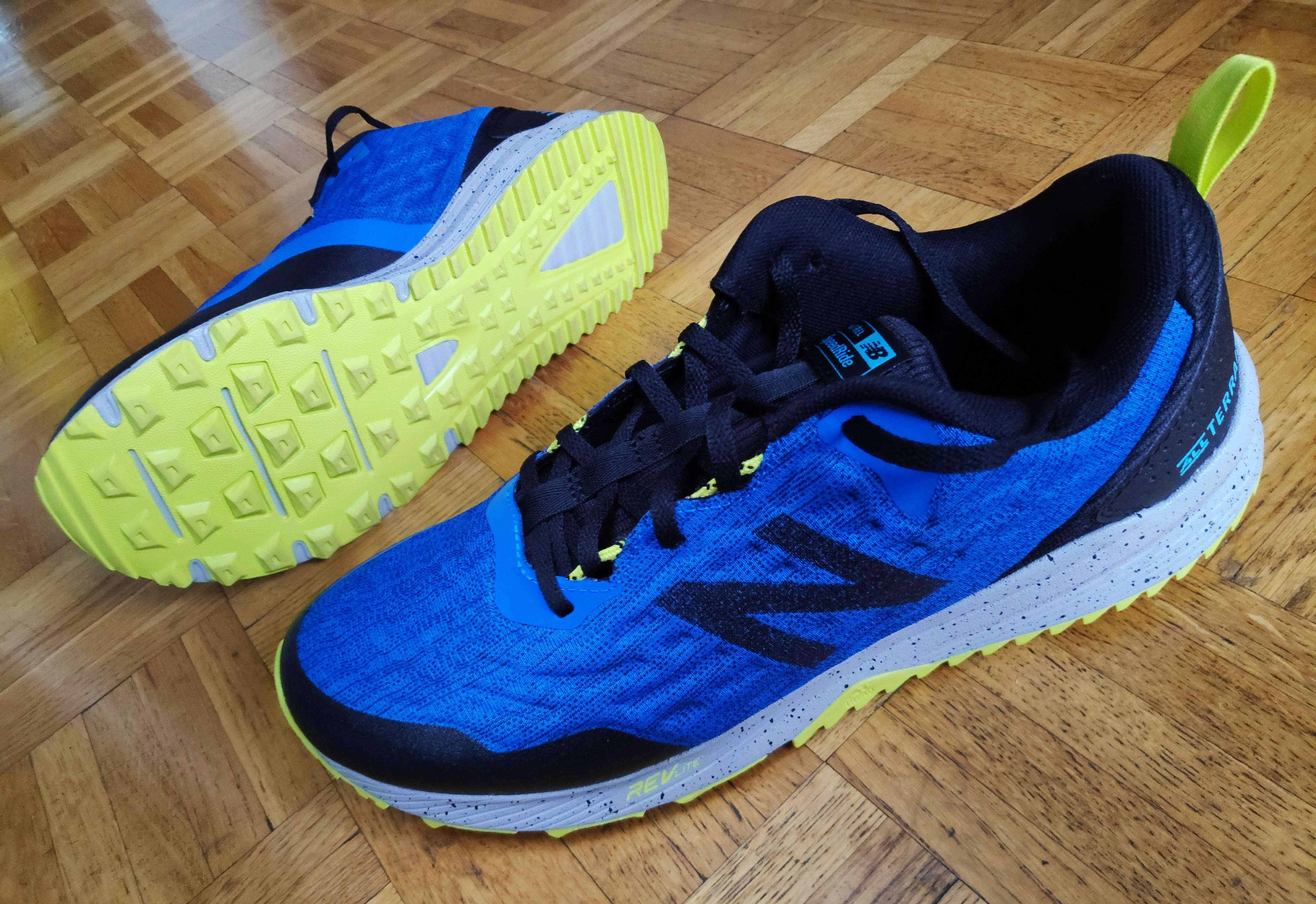
New Balance Fuel Core Nitrel trail shoes

Năm 2001, New Balance mua công ty sản xuất giày thể thao bằng vải canvas PF Flyers và ra mắt lại thương hiệu này vào năm 2003. Vào tháng 2 năm 2004, công ty đã mua Warrier Lacrosse có trụ sở tại Warren, Michigan, nay là Warrior Sports. Năm 2011, New Balance đặt các thương hiệu Aravon, Cobb Hill và Dunham dưới chi nhánh Drydock Footwear. Vào năm 2015, công ty mẹ của New Balance cùng với Berkshire Partners đã mua công ty giày Rockport từ Tập đoàn Adidas và kết hợp nó với Drydock Footwear dưới tên The Rockport Group, hiện có các thương hiệu Aravon, Cobb Hill, Dunham và Rockport. Năm 2018, Tập đoàn Rockport phá sản và được bán.
Vào tháng 2 năm 2015, New Balance tuyên bố gia nhập thị trường bóng đá toàn cầu. Công ty đã bắt đầu kinh doanh bóng đá thông qua công ty con Warrior Sports vào năm 2012, kết thúc bằng hợp đồng tài trợ trị giá 40 triệu đô la một năm với Liverpool, nhưng đã chuyển sang đổi thương hiệu dựa trên phạm vi tiếp cận toàn cầu của thương hiệu mẹ. Sau đó, Tòa án tối cao Pháp viện Vương quốc Anh đã bác bỏ yêu cầu pháp lý của New Balance đối với hợp đồng trang phục thi đấu trị giá hơn 70 triệu bảng Anh của Liverpool với Nike, có hiệu lực vào tháng 1 năm 2020 và làm xáo trộn thỏa thuận của Manchester United với Adidas với giá 75 triệu bảng hàng năm.
Trong năm 2016, New Balance phản đối Hiệp định Đối tác xuyên Thái Bình Dương và lên án việc chính quyền Obama ủng hộ hiệp định này, cho rằng điều đó sẽ gây tổn hại cho ngành sản xuất giày trong nước của họ (trong khi Nike, không sản xuất tại Mỹ, lại ủng hộ TPP). Matt Lebretton, Phó chủ tịch phụ trách quan hệ công chúng của công ty cho biết vào tháng 4 năm 2016 "Tôi muốn nói rằng khi Hillary Clinton, Bernie Sanders và Donald Trump đều đồng ý về một điều gì đó, thì điều đó phải được xem xét kỹ hơn; và tất cả họ đều đồng ý rằng TPP là không đúng chính sách." Sau khi Donald Trump giành chiến thắng trong cuộc bầu cử tổng thống Hoa Kỳ năm 2016, Lebretton nói với một phóng viên: "Chính quyền Obama đã làm ngơ trước chúng tôi [về thương mại] và thẳng thắn mà nói, với Tổng thống đắc cử Trump, chúng tôi cảm thấy mọi thứ đang đi đúng hướng. " Một số hãng tin đưa tin rằng một chiến dịch tẩy chay đặc biệt đã được tạo ra để giải thích những nhận xét của Lebretton là ủng hộ Trump. Chủ sở hữu và Chủ tịch Davis đã quyên góp gần 400.000 đô la cho Ủy ban Chiến thắng Trump vào tháng 9 năm 2016.
Vào tháng 2 năm 2018, công ty đã ký hợp đồng tài trợ với đội bóng chày New York Mets. Vào tháng 11, New Balance đã ký với ngôi sao NBA Kawhi Leonard một hợp đồng giày bóng rổ độc quyền. Vào tháng 12, Giám đốc Thương mại Joe Preston kế nhiệm Rob DeMartini làm chủ tịch của New Balance. Vào tháng 2 năm 2020, công ty đã công bố một hợp đồng tài trợ nhiều năm với NBA và ra mắt dòng giày thể thao mới có chữ ký của Kawhi Leonard, có tên là "Kawhi". Cũng trong tháng 2, công ty đã tung ra một đôi giày mang nhãn hiệu FuelCell với một tấm carbon, sau khi hướng dẫn chạy bộ mới cho phép sử dụng tấm này trong các cuộc đua cạnh tranh.
Vào tháng 3 năm 2020, công ty đã thông báo rằng họ sẽ chuyển đổi một số cơ sở sản xuất của mình ở New England để sản xuất khẩu trang nhằm đối phó với đại dịch COVID-19.

## Sản phẩm
New Balance sản xuất nhiều loại giày và quần áo cho người chạy bộ, các vận động viên khác và những người không phải là vận động viên.

### Giày chạy bộ

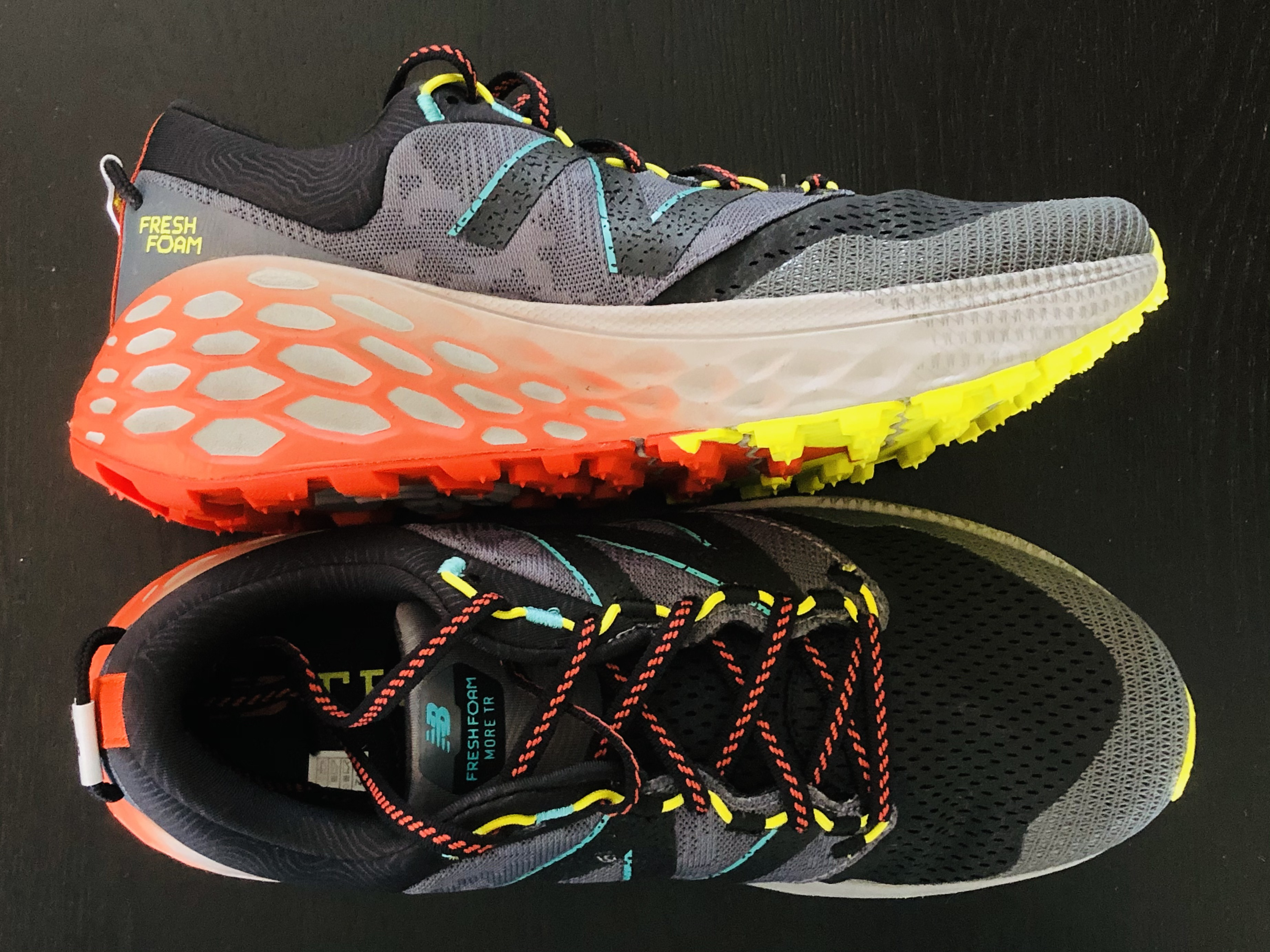
Giày chạy New Balance Trail More

Giày chạy bộ của New Balance bao gồm các dòng Fresh Foam và FuelCell, được đặt tên theo loại bọt trong đế của chúng.

### Giày bóng rổ
Công ty tiếp thị một dòng giày bóng rổ mang nhãn hiệu Kawhi Leonard. Phiên bản đầu tiên được gọi là "Omn1s" và phiên bản thứ hai được đặt tên là "Kawhi".

### Giày bóng chày
New Balance sản xuất một dòng giày bóng chày được mô tả là giày chạy bộ có đinh. Phần dưới chân được thiết kế để giảm áp lực tăng đột biến.

### Giày trượt ván
New Balance Numeric là thương hiệu giày trượt ván của công ty , được phân phối bởi Black Box Distribution, công ty được thành lập bởi vận động viên trượt ván chuyên nghiệp Jamie Thomas. Thương hiệu này cũng bao gồm một đội được tài trợ bởi vận động viên trượt ván chuyên nghiệp John Rattray. Đội bao gồm các vận động viên trượt ván chuyên nghiệp PJ Ladd, Tiago Lemos, Arto Saari, Brandon Westgate và Jamie Foy.

### Giày thể thao hàng ngày
Công ty sản xuất dòng giày thể thao hàng ngày Made in USA được biết đến là sản phẩm được sản xuất tại Hoa Kỳ. Hãng cũng sản xuất một dòng có tên Made by Women, được tạo ra bởi những phụ nữ làm việc tại các cơ sở sản xuất và thiết kế của New Balance ở Massachusetts.

### Trang phục
Trang phục thể thao của New Balance bao gồm mũ chạy bộ, vớ thể thao và bình nước. Công ty cũng sản xuất một dòng trang phục hàng ngày bao gồm áo sơ mi-áo khoác cài khuy, áo gió, áo sơ mi dài tay và quần thể thao, cũng như áo hoodies, áo len và quần thể thao.

## Các hoạt động
New Balance duy trì sự hiện diện sản xuất ở Hoa Kỳ, cũng như ở Vương quốc Anh cho thị trường châu Âu, nơi họ sản xuất một số mẫu phổ biến nhất như 990 — trái ngược với các đối thủ cạnh tranh, thường sản xuất độc quyền bên ngoài Hoa Kỳ Kỳ và Châu Âu. Do đó, giày New Balance có xu hướng đắt hơn so với giày của nhiều nhà sản xuất khác. Để bù đắp sự khác biệt về giá này, New Balance tuyên bố tạo sự khác biệt cho các sản phẩm của họ bằng các tính năng kỹ thuật, chẳng hạn như miếng đệm gel pha trộn, bộ đếm gót chân và nhiều lựa chọn kích cỡ hơn, đặc biệt đối với chiều rộng rất hẹp hoặc rất rộng. Từ năm 1992 đến năm 2019, công ty đã kiếm được khoảng 69 tỷ USD lợi nhuận. Năm 2017, cơ sở của New Balance ở Flimby, Anh đã sản xuất 28.000 đôi giày mỗi tuần, chiếm 5% số giày New Balance được bán ở thị trường châu Âu.

## Tài trợ và hợp tác
New Balance tài trợ cho nhiều đội thể thao, giải đấu và cá nhân. Các nhà tài trợ bao gồm New York Road Runners, đơn vị tổ chức Giải Marathon New York City, Giải bóng rổ Nhà nghề Mỹ, các đội bóng chày lớn New York Mets và Boston Red Sox, và các đội Olympic Ireland và Chile tại Thế vận hội 2016. Nó đã tài trợ cho các đội bóng đá quốc gia và câu lạc bộ trên toàn thế giới, các đội điền kinh của Hoa Kỳ và Châu Âu, và các vận động viên cá nhân trong các môn bóng rổ, cricket, đạp xe, quần vợt, bóng bầu dục, bóng vợt, đua xe thể thao và trượt ván.
Công ty đã tung ra các sản phẩm với sự hợp tác của công ty may mặc Aimé Leon Dore, ngôi sao NBA Kawhi Leonard và nhà thiết kế thời trang người Anh Paul Smith. Các đại sứ thương hiệu của công ty bao gồm Boston Red Sox Shortstop Xander Bogaerts, nghệ sĩ giải trí Jaden Smith và vận động viên chạy nước rút Olympic Hoa Kỳ Sydney McLaughlin. Vào tháng 7 năm 2021, có thông báo rằng siêu sao Hàn Quốc IU sẽ hợp tác với New Balance với tư cách là đại sứ thương hiệu cho chiến dịch "We Got Now" của họ. Vào tháng 2 năm 2022, trong suốt NBA All-Star Weekend, rapper Jack Harlow đã ký hợp đồng với New Balancevới tư cách là đại sứ thương hiệu. Harlow được biết đến với việc thường xuyên mặc New Balance và nhắc đến thương hiệu này trong các bài hát.

### Ủy ban Olympic
Công ty ra mắt trên sân khấu Thế vận hội , mặc trang phục cho Hội đồng Olympic Ireland và Ủy ban Olympic Chile tại Rio 2016.

### Đội tuyển bóng đá quốc gia

#### CONCACAF
- Costa Rica (Đến tháng 12 năm 2022)
- Panama (Đến 2023)

### Câu lạc bộ bóng đá

#### Châu Á
- Brisbane Roar
- Campbelltown City SC
- North Eastern MetroStars SC
- West Adelaide SC
- FC Tokyo
- Sagan Tosu
- Seoul E-Land FC
- Al Sadd SC

#### Châu Âu
- Harrogate Town
- Lille OSC
- Modena
- A.S. Roma (Đến mùa giải 2022–23)
- FC Porto
- Athletic Bilbao (Đến mùa giải 2022–23)
- Dynamo Kyiv
- Konyaspor
- Cardiff City

#### Bắc Mỹ
- DeKalb County United
- Muskegon Risers SC

#### Nam Mỹ
- Red Bull Bragantino

### Cầu thủ
- Bukayo Saka
- Eberechi Eze
- Harvey Elliott
- Raheem Sterling
- Timothy Weah
- Sadio Mané
- Toni Martinez
- Yeferson Soteldo

### Điền kinh
Từ năm 2013, New Balance đã tăng đáng kể số lượng vận động viên mà họ tài trợ. Các vận động viên đáng chú ý được công ty ký hợp đồng bao gồm Sydney McLaughlin và kể từ năm 2015, họ đã tài trợ cho ngôi sao trẻ đang lên Trayvon Bromell. New Balance cũng tài trợ cho các đội điền kinh như New Zealand và đội tuyển quốc gia Antigua và Barbuda.
- Rose Davies
- Nana Owusu-Afriyie
- Celeste Mucci
- Harry Aikines-Aryeetey
- Callum Hawkins
- Zoe Hobbs
- Trayvon Bromell
- Lisanne de Witte
- Richard Douma
- Sydney McLaughlin
- Jenny Simpson
- Emma Coburn
- Gabrielle Thomas

### Bóng bầu dục theo luật Úc
Kể từ năm 2011, New Balance đã cung cấp đồng phục chính thức của Melbourne Football Club tại AFL, giải đấu bóng đá theo luật hàng đầu của Úc. Sự tham gia chính thức khác của công ty vào trò chơi cũng bao gồm việc cung cấp đồng phục cho cả St Kilda Football Club và Gold Coast Suns kể từ năm 2021 đồng thời cung cấp nguồn cung cấp cho các cuộc thi cấp thấp hơn bao gồm VFL và SANFL.
- Melbourne Football Club
- St Kilda Football Club
- Gold Coast Suns
- Casey Demons
- Sandringham Football Club
- Southern Saints
- Frankston Football Club
- Central District Football Club
- West Adelaide Football Club

### Đội bóng chày
- kt wiz
- Perth Heat

### Bóng rổ
Công ty trước đây đã hợp tác với Matt Bonner của đội San Antonio Spurs tại National Basketball Association, cung cấp giày cho anh ấy trong khoảng thời gian vài năm. James Worthy từ Los Angeles Lakers cũng sử dụng giày New Balance. Trong mùa giải NBA 2010–11, đã được gửi mẫu thử nghiệm cho một chiếc giày đặc trưng mà anh ấy đang phát triển cùng với thương hiệu, nhưng đôi giày đó đã bị hỏng khi bắt đầu trận đấu mà anh ấy đã mang chúng lần đầu tiên. Sau khi Bonner được thông báo rằng mẫu giày đó giày không phải để mang, một người đại diện đã thông báo với anh rằng New Balance sẽ ngừng tài trợ cho môn bóng rổ. Năm 2018, New Balance đã ký hợp đồng với small forward Toronto Raptors, Kawhi Leonard.

#### Tài trợ
- Kawhi Leonard[55]
- Dejounte Murray[56]
- Jamal Murray
- Darius Bazley[57]
- Zach LaVine[58]

#### Trước kia
- Matt Bonner
- James Worthy

### Cricket
Từ năm 2017, New Balance đã ký hợp đồng 5 năm với England & Wales Cricket Board để trở thành nhà cung cấp trang phục thi đấu cho đội tuyển Anh cho đến năm 2022. New Balance cũng tài trợ cho các vận động viên cricket quốc tế sau đây.

#### Các đội Cricket trong nước và địa phương
- ACT Meteors
- Melbourne Cricket Club
- NSW Blues
- NSW Breakers
- Queensland Bulls
- Queensland Fire
- South Australian Redbacks
- South Australian Scorpions
- Tasmanian Tigers
- Victoria
- Western Australia
- Birmingham Phoenix
- Gloucestershire
- Hampshire
- London Spirit
- Manchester Originals
- Northern Superchargers
- Southern Brave
- Southern Vipers
- Trent Rockets
- Welsh Fire

#### Cầu thủ cricket
- Steve Smith
- Matthew Wade
- Pat Cummins
- Meg Lanning
- Sophie Molineux
- Joe Root
- Matt Parkinson
- Liam Plunkett
- Mark Wood
- Kate Cross
- Charlotte Edwards
- James Anderson
- Jos Buttler
- Babar Hayat
- Nizakat Khan
- Tanwir Afzal
- Anshuman Rath
- Taniya Bhatia
- Glenn Phillips
- Mitchell Santner
- Ish Sodhi
- Trent Boult
- Mitchell McClenaghan
- Grant Elliott
- Suzie Bates
- Dale Steyn
- Temba Bavuma
- Wiaan Mulder

### Đạp xe
Sau khi chính thức ra mắt vào tháng 7 năm 2011, New Balance là nhà tài trợ chính cho hệ thống chia sẻ xe đạp của Boston, New Balance Hubway. New Balance bắt đầu hợp tác với đội đua xe đạp chuyên nghiệp của Mỹ EF Education–EasyPost vào năm 2011, cung cấp bộ dụng cụ cho đội cũng như nhà tài trợ "giày thể thao đạp xe độc quyền" của họ.

### Bóng vợt
Sau khi sáp nhập vào năm 2004 với Warrior Sports, New Balance bắt đầu sản xuất các sản phẩm bóng vợt, sau đó dẫn đến việc tài trợ cho các cầu thủ. Họ bắt đầu với việc tài trợ cho Major League Lacrosse, sau đó vào năm 2018 sau thông báo của Premier Lacrosse League, họ đã trở thành nhà tài trợ chính thức của nhiều cầu thủ khác nhau. 
- Paul Rabil
- Rob Pannell
- Trevor Baptiste

### Đua xe thể thao
- Alfa Romeo Racing[62]

### Bóng lưới
- Australian Diamonds
- Sunshine Coast Lightning
- West Coast Fever

### Bóng bầu dục
- Dean Whare
- Josh Papalii

### Rugby Union
- Fijian Drua
- GPS Rugby
- Bond University Rugby Club

### Trượt ván
- Tiago Lemos
- Jamie Foy
- Brandon Westgate
- Franky Villani
- Marquise Henry
- PJ Ladd
- Tom Knox
- Samaria Brevard
- Tom Karangelov
- Andrew Reynolds

### Quần vợt
- Jordan Thompson
- Matt Reid
- Chris Guccione
- Milos Raonic
- Eugenie Bouchard
- Heather Watson
- Misaki Doi
- Sorana Cîrstea
- Nicole Gibbs
- Coco Gauff
- Rajeev Ram
- Paulo Sevilla
- Tommy Paul

### Cao đẳng Mỹ
- Boston College Eagles[63]
- Denver Pioneers
- Maine Black Bears
- Pfeiffer University
- Providence Friars (chỉ điền kinh)

### Bóng nước
- Water Polo Australia

## Quỹ New Balance
Quỹ New Balance được thành lập vào năm 1981. Quỹ tài trợ cho các tổ chức từ thiện quốc gia và có trụ sở tại Boston, cũng như các nhóm hỗ trợ trẻ em và gia đình tập trung vào sức khỏe, dinh dưỡng, giáo dục và hoạt động thể chất.

## Toning giày dép
Vào năm 2011, một vụ kiện tập thể đã được đệ trình chống lại New Balance với cáo buộc rằng giày dép toning của công ty đưa ra những lợi ích chưa được chứng minh. Để hỗ trợ cho tuyên bố quảng cáo sai sự thật, nó đã trích dẫn một nghiên cứu của Đại học Wisconsin–La Crosse về giày săn chắc được tài trợ và xuất bản bởi Hội đồng Thể dục Hoa Kỳ.
Các nhà nghiên cứu nghiên cứu những đôi giày săn chắc của đối thủ do Skechers và Reebok sản xuất đã báo cáo rằng không có "sự gia tăng đáng kể về mặt thống kê nào về phản ứng tập thể dục hoặc kích hoạt cơ bắp" do mang giày săn chắc. Không có sự khác biệt có ý nghĩa thống kê giữa những người tham gia mang "đôi giày ton-sur-ton" đặc biệt và những người đối chứng đi giày thể thao bình thường. Các nhà nghiên cứu kết luận rằng "đơn giản là không có bằng chứng nào chứng minh cho tuyên bố rằng những đôi giày này sẽ giúp người mang tập thể dục cường độ cao hơn, đốt cháy nhiều calo hơn hoặc cải thiện sức mạnh và độ săn chắc của cơ bắp." Tuy nhiên, người ta lưu ý rằng "Những đôi giày này có thể đang khuyến khích một số lượng lớn những người có lẽ sẽ không đi một đôi giày đi bộ bình thường và ra ngoài đi bộ." Vào tháng 8 năm 2012, New Balance đã đồng ý trả 2,3 triệu đô la để giải quyết các khiếu nại quảng cáo sai sự thật.